# ليويداو
ليويداو (بالصينية التقليدية: 柳葉刀) (بالصينية المبسطة: 柳叶刀) والترجمة سيف أوراق الصفصاف، هو نوع من السيوف الصينية الذي كان يستخدم بشكل شائع كسلاح عسكري لكل من سلاح الفرسان والمشاة خلال عهد أسرتي مينغ وتشينغ. وهو سليل لاحد أنواع السيوف المغولية، ظل الاليويداو النوع الأكثر شعبية من السيوف ذات اليد الواحدة خلال عهد أسرة مينغ، ليحل محل دور سيف غوجيان الصيني في الجيش.  تدربت العديد من مدارس الفنون القتالية الصينية في الأصل على هذا السلاح.

## وصفه
يتميز بانحناء معتدل على طول النصل. يؤدي هذا إلى تقليل قدرة الدفع (على الرغم من أنها لا تزال فعالة إلى حد ما في نفس الوقت) مع زيادة قوة القطع. عادة ما تكون المقابض مستقيمة، ولكن يمكن إعادة تقويسها للأسفل بدءًا من القرن الثامن عشر.  يزن من 2 إلى 3 أرطال (0.91 إلى 1.36 كجم)، ويبلغ طوله من 36 إلى 39 بوصة (91 إلى 99 سم).